# Marktstraße 4 (Quedlinburg)

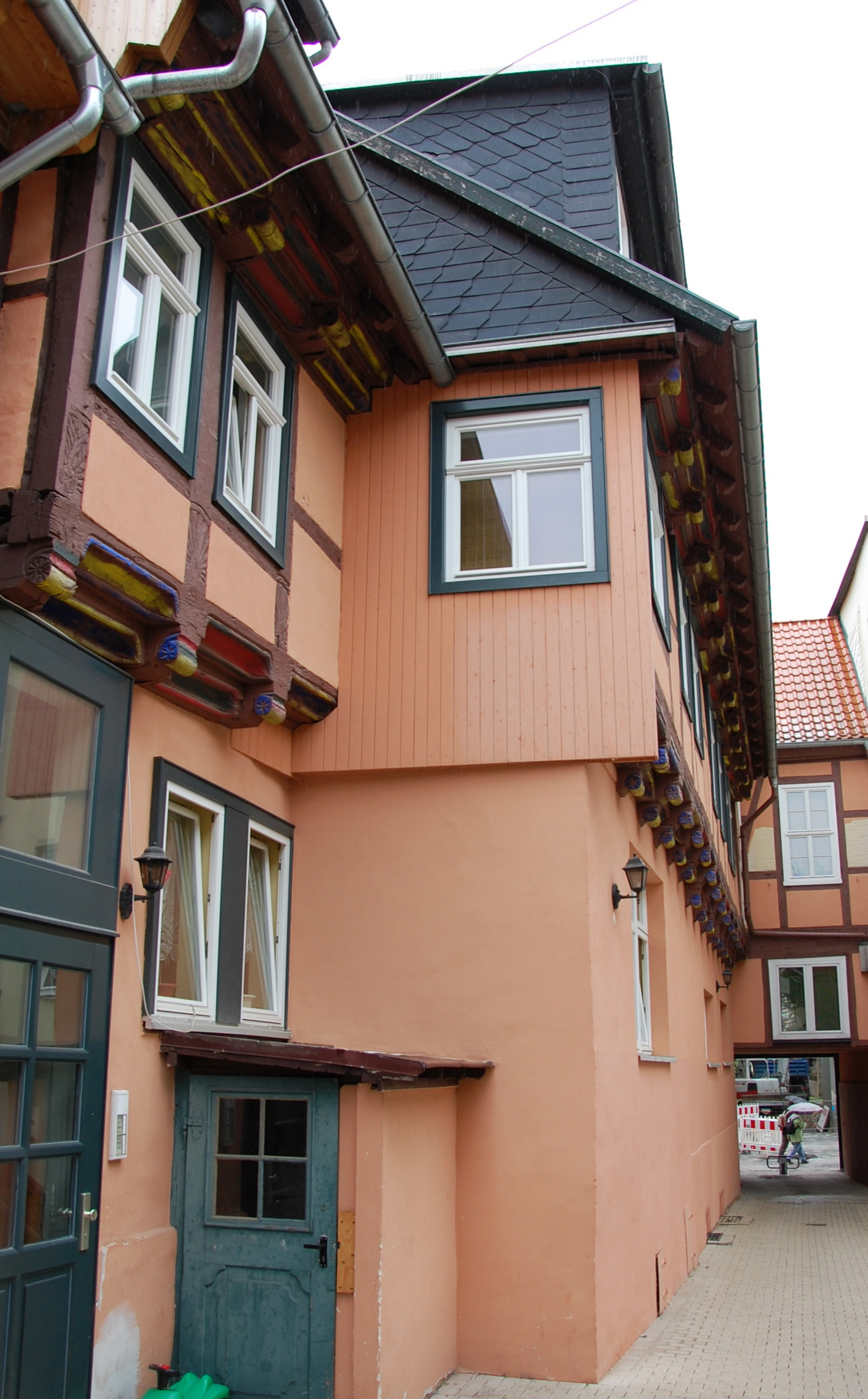
Haus Marktstraße 4, östlichster Hofflügel

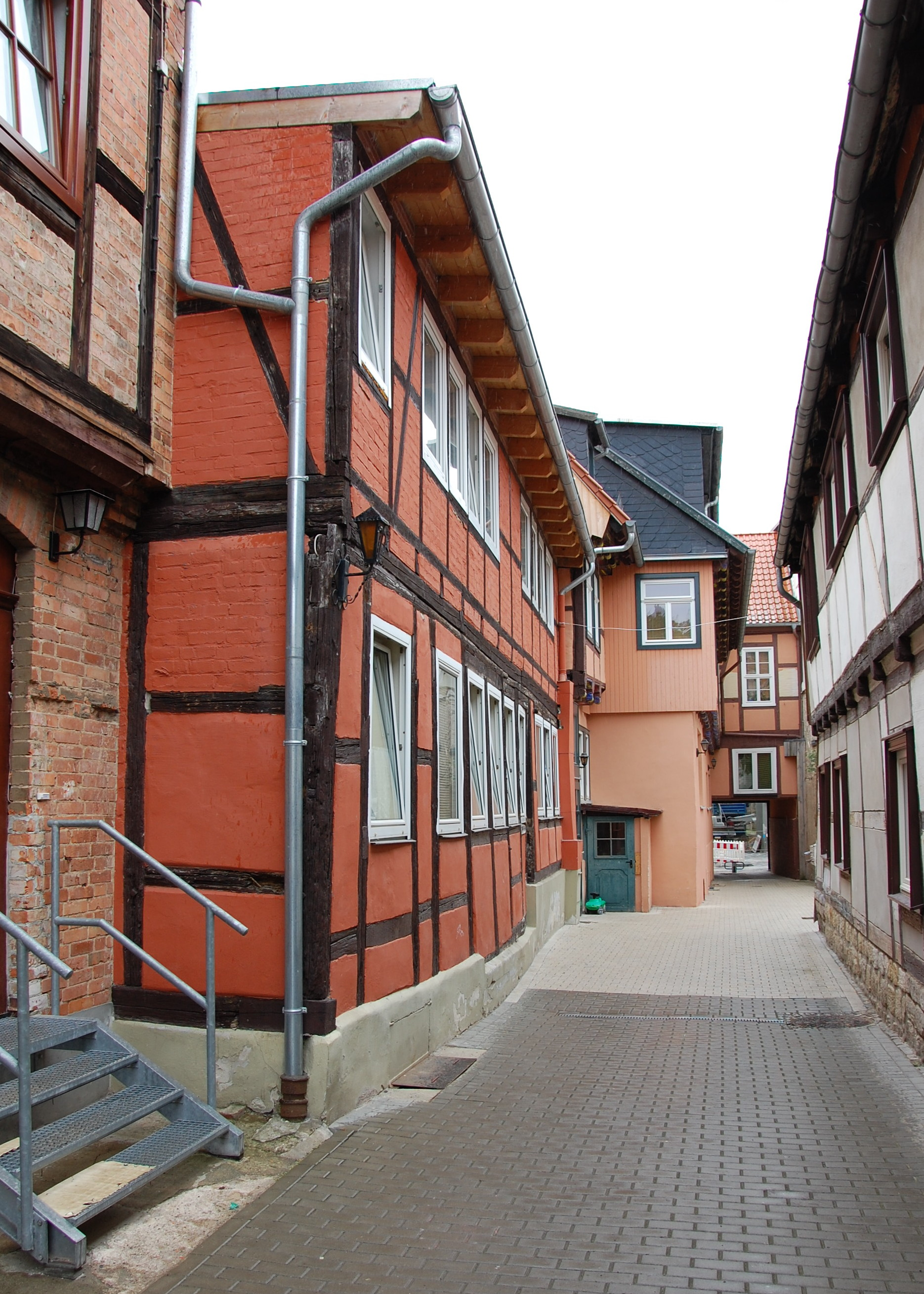
Blick auf dem Hof nach Osten, rechts die südliche Hofbebauung

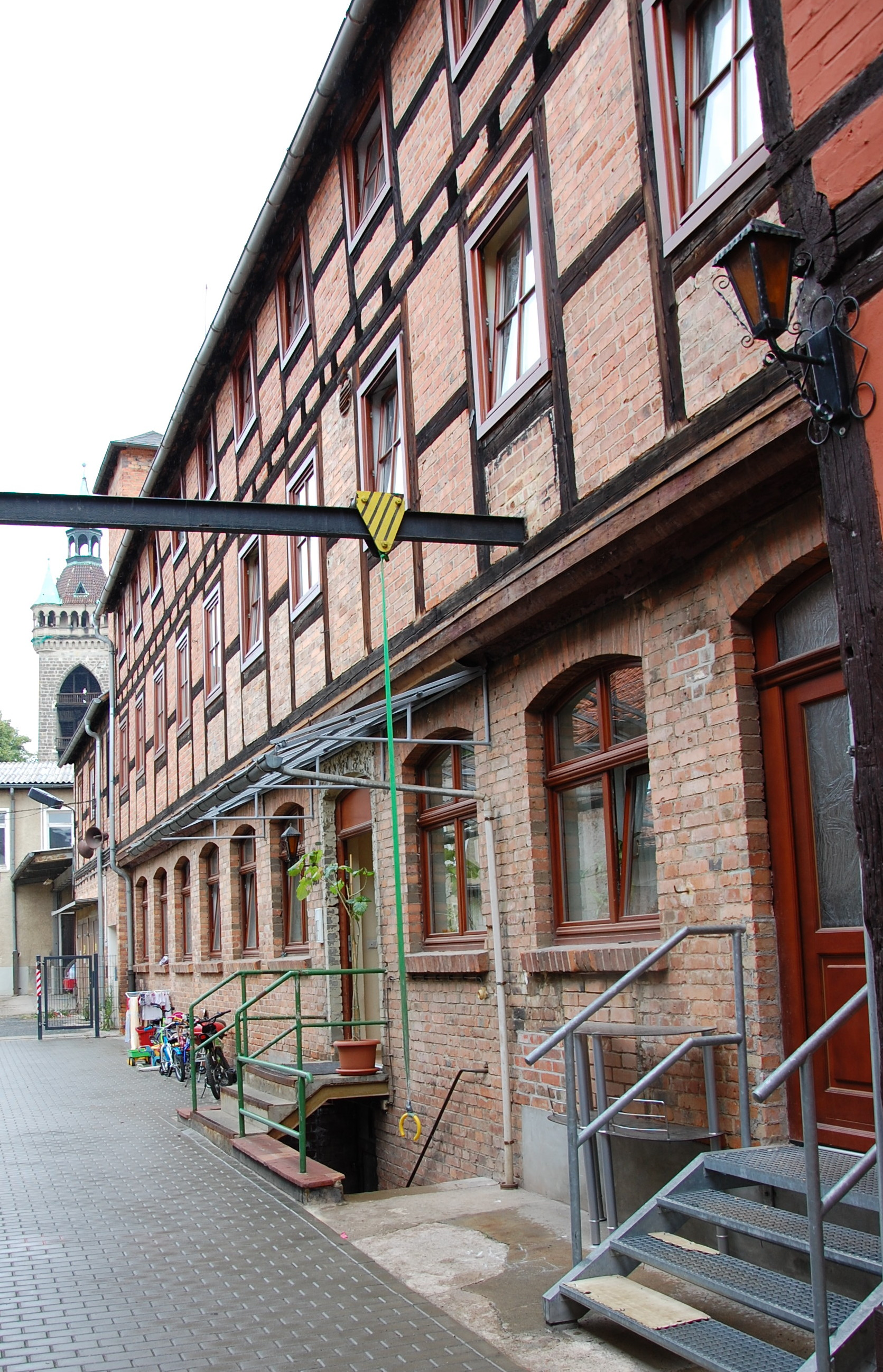
Westliche Hofbebauung

Die Marktstraße 4 ist ein denkmalgeschütztes Anwesen in der Stadt Quedlinburg in Sachsen-Anhalt. 

## Lage
Sie befindet sich in der historischen Quedlinburger Altstadt nördlich des Marktplatzes der Stadt. Das Haus gehört zum UNESCO-Weltkulturerbe und ist im Quedlinburger Denkmalverzeichnis als Kaufmannshof eingetragen. Südlich grenzt das gleichfalls denkmalgeschützte Haus Marktstraße 3 an.

## Architektur und Geschichte
Bemerkenswert am Anwesen ist die erhaltene hofseitige Fachwerkbebauung. Sie zieht sich nach Westen in Richtung der Straße Weingarten. Möglicherweise markiert die Bebauung den Verlauf einer ehemaligen Gasse.
Der älteste Bau grenzt westlich an das straßenseitige Wohnhaus und stammt aus der Zeit um 1550. Die Fassade ist mit walzenförmigen Balkenköpfen, Schiffskehlen und Fächerrosetten verziert. Das Gebäude wurde jedoch in Teilen umgestaltet, das Erdgeschoss ist in massiver Bauweise ausgeführt. Westlich schließt sich ein Anbau aus gleicher Zeit an. Es folgen zwei Gebäude aus der Zeit um 1800 und der zweiten Hälfte des 19. Jahrhunderts. Auf der Südseite des Hofs befindet sich ein weiteres Fachwerkhaus. Es entstand im 18. Jahrhundert und enthält eine Schmiede.